# Allokeringsmekanism
Allokeringsmekanism är en ekonomisk term, som anger mekanismer för att effektivt allokera resurser i samhällen som styrs av fri marknad. Inom mekanismdesign gäller för ett konkret problem att försöka designa ett spel som ger en lösning, medan spelteori undersöker om själva spelet har lösningen. Modeller kring detta aktualiserades i samband med 2007 års ekonomipris till Alfred Nobels minne.
Priset tilldelades Leonid Hurwicz, Eric Maskin och Roger Myerson för deras studier av just dessa mekanismer. Teorin för allokeringsmekanismer har användningsområden utöver handel och har även bidragit till att fördjupa analysen av många andra frågor inom nationalekonomi och statsvetenskap. Det gäller bland annat utformningen av institutioner för kollektiva varor och olika former av regleringar. 

## Historik
Grunden till teorin för allokeringsmekanismer lades av Leonid Hurwicz (1960). Innan den kom till användning, var mikroekonomisk allokeringsteori i huvudsak en teori om marknader. Hurwicz definierade en mekanism som ett spel, där deltagarna skickar meddelanden till varandra och/eller till en ”meddelandecentral”, och där en på förhand given regel kopplar ett utfall (såsom en allokering av varor och tjänster) till varje uppsättning mottagna meddelanden. Inom denna ram kan marknader och marknadsliknande institutioner jämföras med rader av alternativa transaktionsformer. 1972 introducerade Hurwicz också nyckelbegreppet incitamentskompatibilitet, som visat sig centralt för teorins vidare utveckling.

## Tillämpningar
Teorier om allokeringsmekanismer kan användas för att matematiskt bestämma spelteoretiska regler, som gör det möjligt att jämföra hur effektiva olika institutioner i ett samhälle är. Modellerna visar på vilket sätt olika ekonomiska incitament som i en fri marknad – i motsats till en socialistiskt reglerad marknad – har betydelse för utveckling av privata företag och för samhällets välfärd.
Studiet av optimala institutioner för handel är här ett viktigt tillämpningsområde, och marknader i allmänhet, auktioner i synnerhet, kan vara effektiva institutioner för att allokera privata varor. Effektivitet leder emellertid inte nödvändigtvis till att en viss institution kommer att väljas av dem som har makten att bestämma. I stället kan valet av institution förväntas avspegla intresset hos utformaren. Som väl är kan teorin för allokeringsmekanismer lika väl användas för att analysera sådana situationer och studera, vilka mekanismer (avgiftssystem, paketerbjudanden där flera varor kombineras, auktioner etc.) som köpare respektive säljare föredrar. Därigenom kan teorin användas för att förklara, vilka mekanismer som tenderar att uppstå i verkligheten.